# PowerBook Duo 210
Il PowerBook Duo 210 è un computer portatile prodotto da Apple Computer nel 1992 e dismesso l'anno successivo.